# Süßenlohe
Süßenlohe ist ein Gemeindeteil von Altenstadt an der Waldnaab im Landkreis Neustadt an der Waldnaab des bayerischen Regierungsbezirks Oberpfalz.

## Geographische Lage
Süßenlohe liegt am Südwestufer des Sauerbaches und 950 Meter südlich mündet die Dürrschweinnaab in den Sauerbach. Der Ort befindet sich am Nordostufer des 33 Hektar großen Süßenloher Weihers, er ist der größte einer 2,5 Kilometer langen Reihe von Teichen am Südostufer des Sauerbaches. Die Bundesstraße 22 für direkt östlich vorbei und in ca. 800 Meter südöstlich verläuft die Bundesautobahn 93 (Hof–Kiefersfelden). 3 Kilometer westlich liegt Meerbodenreuth und in 1,5 Kilometer Entfernung südöstlich befindet sich Altenstadt an der Waldnaab.

## Geschichte
Süßenlohe (auch: Suessenloe) wurde im Zinsregister von 1514 erwähnt.
Das Steuerbuch von 1588 führte Süßenlohe auf mit 1 Hof, 1 Bauer, 3 Pferde, 1 Füllen, 8 Kühe, 6 Jungrinder, 3 Schweine, 95 Schafe, 4 Ziegen, 1 Bienenvolk.
1636 war der Hof in Süßenlohe baufällig und öde und es gab dort nur noch eine Kuh.
Ein Verzeichnis von 1702 nannte auf Süßenlohe einen Hof und einen Amtsuntertan.
1759 wurden 5 männliche Einwohner verzeichnet und 1792 ein Amtsuntertan und ein Hirte.
Um 1800 gab es in Süßenlohe einen Hof, ein Mauthäusl, 3 Häuser und 15 Einwohner.
Die Einöde Süßenlohe gehörte zum Anfang des 19. Jahrhunderts gegründeten Steuerdistrikt Meerbodenreuth.
Meerbodenreuth war gleichzeitig unmittelbare Landgemeinde.
Zur Gemeinde und zum Steuerdistrikt Meerbodenreuth gehörten außer Süßenlohe noch der Weiler Buch und die Einöden Kotzau und Waldhof (Moosöd).
Zusammen mit der Gemeinde Meerbodenreuth wurde Süßenlohe am 1. Juli 1975 in die Gemeinde Altenstadt an der Waldnaab eingegliedert.

### Einwohnerentwicklung in Süßenlohe ab 1817
| Jahr | Einwohner | Gebäude |
| ---- | --------- | ------- |
| 1817 | 12        | 3       |
| 1838 | 11        | 2       |
| 1871 | 14        | 11      |
| 1885 | 13        | 3       |
| 1900 | 14        | 2       |
| 1913 | 27        | 2       |

| Jahr | Einwohner | Gebäude |
| ---- | --------- | ------- |
| 1925 | 13        | 2       |
| 1950 | 13        | 2       |
| 1961 | 9         | 2       |
| 1970 | 7         | k. A.   |
| 1987 | 10        | 2       |
| 2011 | 5         | k. A.   |

(Quelle:)